# Xian de Xinye
Le xian de Xinye (新野县 ; pinyin : Xīnyě Xiàn) est un district administratif de la province du Henan en Chine. Il est placé sous la juridiction de la ville-préfecture de Nanyang.

## Démographie
La population du district était de 719 058 habitants en 1999.